# Масовне комуникације
Масовне комуникације су организовано и институционализовано преношење свих облика информација помоћу савремених средстава комуникације. Због моћи информације, на формирање јавног мњења и усмеравања великог броја корисника у жељеном правцу, сматра се да средства масовне комуникације имају огромну снагу коју контролишу одређени центри моћи. Из наведених разлога, предузимају се одговарајуће мере контроле и усмеравања мас-медија формирањем посебних јавних сервиса који имају мање пропагандну, а више општеобразовну и цивилизацијску улогу.